# Helen Traubel
Helen Traubel (20. juni 1899 – 28. juli 1972) var en amerikansk operasanger, der som dramatisk sopran er bedst kendt for sine Wagnerroller, især Brünnhilde og Isolde.